# گاو سریشوک
گاو سریشوک یا هدیوش موجودات افسانه‌ای و اسطوره‌ای ایران باستان است که ذکری از آن در اوستا نیز آمده‌است..در اساطیر ایران باستان که به پیش از دوران زرتشت باز میگردند مردمان در دوران کهن قادر نبودند از سرزمینی به سرزمین دیگر بروند مگر بر پشت این گاو سوار شوند.بر طبق یکی از این اساطیر، در دوران تهمورث زمانی که مردم در حال جابجایی بر پشت این گاو بودند آتشدان آن‌ها بر اثر توفان به دریا می ریزد و به جای آن سه آتش بزرگ اساطیر که همان آتش‌های مقدس هستند جای آن را میگیرند و با درخشش و روشنایی خیره‌کننده راه را برای عبور مردم نمایان می سازند.این گاو در فرشگرد یا بازسازی جهان آخرین جانوری است که قربانی می‌شود و تا آن زمان گوپت شاه که موجودی اساطیری به صورت نیم انسان-نیم گاو است از او نگهداری می‌کند.گاو سریشوگ با نام هدیوش نیز آمده‌است.

## منبع
1. 1 2  فرهنگ و زبانهای باستانی ایران.محبوبه خدایی.تهران.نشر پازینه.1387.چاپ اول.صفحه246
2. ↑  شناخت اساطیر ایران.جان هیلنز.نشر چشمه.تهران.1388.صفحه31
3. ↑  زردشتیان باورها و آداب دینی آنان.مری بویس.ترجمه عسگر بهرامی.نشر ققنوس.چاپ یازدهم.ویراست دوم.1389.صفحه 117